# La piel del tambor
La piel del tambor és una pel·lícula de thriller de 2022 dirigida per Sergio Dow, com a una adaptació de la novel·la d'Arturo Pérez Reverte. És protagonitzada per Richard Armitage, Amaia Salamanca, Fionnula Flanagan, Franco Nero i Paul Guilfoyle.

## Trama
La trama segueix a Quart, un sacerdot que investiga una infiltració de pirates informàtics al Vaticà.

## Repartiment
- Richard Armitage com Quart[2]
- Amaia Salamanca com Macarena Bruner[2]
- Fionnula Flanagan com Cruz Bruner[2]
- Franco Nero[3]
- Paul Guilfoyle com Monsignor Spada[2]
- Rodolfo Sancho com Pencho Gavira[4]
- Paul Freeman com Pare Príamo Ferro[2]
- Alicia Borrachero com Gris Marsala[2]
- Féodor Atkine com Cardenal Iwaszkiewicz[4]
- Will Keen[5]
- Jorge Sanz[5]
- Carlos Cuevas[5]
- Unax Ugalde[5]
- Víctor Mallarino[6]

## Producció
La piel del tambor és una adaptació de la novel·la homònima d`Arturo Pérez Reverte de 1995,
que ja havia generat una adaptació televisiva del 2007, Quart, el hombre de Roma, protagonitzada per Roberto Enríquez i Ana Álvarez.
Coproducció hispano-italiano-colombiana, la pel·lícula és una producció de Piel del tambor AIE (Enrique Cerezo PC), Fundació Enic Producciones i Augusto Color SRL, amb la participació d'Amazon Prime Video i RTVE. La fotografia principal d'Espanya i Itàlia ja havia acabat el febrer de 2022. Els llocs de rodatge a Sevilla inclou la Plaza de San Francisco. Aitor Mantxola va treballar com a director de fotografia mentre que Pablo Blanco i Miguel Ángel Prieto es van fer càrrec del muntatge. Roque Baños va compondre la música.

## Estrena
La pel·lícula va tenir una preprojecció a Sevilla el 13 d'octubre de 2022.Es va estrenar en cinemes a Espanya el 21 d'octubre de 2022.

## Recepció
Manuel J. Lombardo de Diario de Sevilla va valorar la pel·lícula amb 1 de 5 estrelles, considerant que la pel·lícula està concebuda com un "entreteniment rígid, superficial per a un públic adormit, un cinema de maneres automàtiques, [amb] personatges tòpics i [un] repartiment internacional de segon nivell".
Raquel Hernández Luján de HobbyConsolas va valorar la pel·lícula amb 75 punts ("bo"), considerant que la pel·lícula era "molt agradable i més fàcil de digerir que la novel·la en què es basa".
Oti Rodríguez Marchante d'ABC va puntuar la pel·lícula amb 3 estrelles sobre 5, elogiant la capacitat d'encaixar totes les trames, subtrames i personatges de la novel·la en només una hora i mitja de metratge.

## Nominacions
| Any  | Premi                              | Categoria              | Nominat     | Resultat | Ref    |
| ---- | ---------------------------------- | ---------------------- | ----------- | -------- | ------ |
| 2023 | XXXI Premis de la Unión de Actores | Millor actor secundari | Unax Ugalde | Pendent  | [ 13 ] |